# Цуг (город)
Цуг (нем. Zug, фр. Zoug, итал. Zugo, романш. Zug, лат. Tugium) — город в Швейцарии, столица кантона Цуг.
Население составляет 24 665 человек (на 31 декабря 2006 года). Официальный код — 1711.

## География

### Местоположение
Расположен на высоте 425 м над уровнем моря на берегу Цугского озера. Цуг находится между северным берегом Цугского озера и подножьем Цугской горы (нем. Zugerberg) в Центральной Швейцарии высотой 1039 м.
Расстояние от Цуга до Цюриха, который находится севернее, составляет 23 км.

### Землепользование
Площадь большого муниципального района составляет 33,8 км² и включает в себя территорию на северно-восточном берегу Цугского озера на переходе Швейцарского плато в приальпийское предгорье. Из этих почти тридцати четырёх квадратных километров чуть более 12 км² приходится на Цугское озеро. Длина озёрного берега возле Цуга составляет около 11 км и простирается от бухты к востоку от Хам до Лотенбаха близ Вальхвилья. Сухопутная часть Цугского муниципального района состояла в 1997 году на 23,8 % из площади населённого пункта, на 35,5 % из сельскохозяйственной площади, на 38,1 % из леса и кустарника и на 2,6 % из непродуктивной площади.

### Водные ресурсы
Равнина реки Лорце (также называемая равниной Baarer) включает в себя полосу шириной в 1 км вдоль северного берега озера, которая в среднем на 420 м выше уровня моря. Эта пойма образовалась вследствие последнего Ледникового периода из-за эрозии материала, который принесла Лорце с собой с верхнего водосбора. Три водотока текут с этой равнины в озеро:
1. вышеназванная Лорце с запада на восток от Штайнхаузер Дорфбах (нем. Steinhauser Dorfbach) (формируя западную границу муниципального образования);
2. Старая Лорце;
3. шлюзовая Лорце.

Ниже по течению в 1976 году Лорце была скорректирована и перемещена к востоку более чем на 1 км. В то время как прежнее устье Лорце характеризовалось конусом выноса при впадении в озеро у Kollermühle, выпрямленное русло реки течёт у зоны отдыха Брюггли (Brüggli) на Цугском озере.

### Геология
Восточная и южная часть земли общины начинается из Цугской горы, которая геологически состоит из слоёв складчатой субальпийской молассы. Эта предальпийская гора, которая достигает наивысшей точки в 1039 м выше уровня моря на вершине Хюнггигюч (нем. Hünggigütsch), имеет в зоне гребня плато шириной до 2 км. Между моренами ледника последнего ледникового периода Ройсс-глетчера
здесь возникло верховое болото Айгенрид (нем. Eigenried) (большей частью в области Вальхвилья), которое считается одним из самых ценных природных заповедников в кантоне Цуг. С западной стороны Цугерберг отвесно спускается к озеру, только в нижней части, у города Цуг, склон становится более пологим.

## История города

### Название
Название «Zug» происходит от старонемецкого родового слова «zug» (Fischzug — вылов рыбы), абстрактное понятие от старонемецкого «ziuhan», соответствующее современному немецкому «ziehen» — тянуть. Словом «цуг» первоначально называли область в озере вблизи берега и право на вылов рыбы в этой части озера, позже так стали называть и близлежащее поселение.

### История основания города
Возникновение города Цуг относят к XII веку и связывают с династией графов Кибургов, но точно это неизвестно. Графы Кибурги получили во владение, возможно, и земли, относящиеся к городу Цуг, на берегах Цугского озера в 1173 году в связи с вымиранием дворянского рода Ленцбург.
Одним из мотивов для основания города было удобное расположение на торговом пути из Цюриха в Северную Италию через перевал Сен-Готард, чтобы привести через Цугское озеро в Иммензее, а оттуда попасть в Кюсснахт и дальше к Фирвальдштетскому (Люцернскому) озеру.
В первый период своего развития город существовал только в одной части сегодняшнего старого города, который, впрочем, имел ещё третий, ныне не сохранившийся, переулок, ниже сегодняшнего Нижнего переулка (Унтрегассе). Теперешний Нижний переулок представлял собой таким образом до катастрофы в старом городе в 1435 году Средний переулок (Мительгассе). Следовательно, зона города включала в себя шесть понижающихся к Югу примерно параллельных линий домов.
В письменном упоминании от 1242 года Цуг называется Оппидум (лат. Oppidum ‘городок, маленький город’), в 1255 — как Каструм (лат. Castrum ‘крепость, замок’). Часовня Пресвятой Богородицы (нем. Liebfraukapelle) впервые документально упоминается в 1266 году.
К северу от старого города находилось небольшое поселение, современный пригород Цуга. Археологические находки и исторические источники свидетельствуют, что город называли Ремесленным посёлком с частными навесами и причалами для лодок не позднее XIV века.

### Цуг в период правления Габсбургов
В 1273 году Рудольф Габсбург менее чем за месяц до его избрания королём Германии купил большую часть собственности, ранее принадлежавшей родам Кибург и Габсбург-Лауфенбург, город Цуг и Арт-ам-Зее (нем. Art am See) у наследницы Кибургов Анны. Габсбурги сразу заложили Цуг и некоторые земли в окрестностях Цуга в направлении Амта.
Габсбурги отстроили в Цуге массивные городские укрепления. В конце 13 века или около 1300 года были укреплены простые ворота Дурхьласстор (Durchlasstor) и башня Циттурм (Zitturm). Были укреплены оборонительные стены вокруг города, внутренняя и внешняя, за пределами которых был защитный ров. Внутренняя оборонительная стена могла быть построена между 1326 и 1370 годами. Более ранние исследования ошибочно интерпретировали внутреннюю стену как расширение города после 1435 или 1478. В 1315 году Цуг должен был служить местом сбора для войск под предводительством герцога Леопольда I перед Битвой при Моргартене. После поражения Габсбургов Цуг остался габсбургским, но был полностью окружён территориями Швейцарской конфедерации со вступлением в неё Люцерна в 1332 и Цюриха 1 мая 1351 года. После того, как в окрестностях города конфедераты не встретили никакого сопротивления, 8 июня 1352 года они осадили Цуг. Когда герцог Альбрехт не захотел присылать помощи, город сдался. Цуг вступил в Швейцарскую конфедерацию вместе с населёнными пунктами, относящимися к нему административно, среди которых были Эгери (ныне Оберэгери), Менцинген и Бар. Впрочем, так называемое присоединение Цуга ненамного изменило ситуацию господства, поскольку это не означало устранения габсбургского владычества над Цугом — напротив, Цуг обязался и впредь признавать суды Габсбургов и продолжать взимать налоги в их пользу.

## Спорт
В городе базируется хоккейный клуб «Цуг» из Швейцарской хоккейной лиги, который несколько раз был чемпионом Швейцарии. Сильнейший футбольный клуб города — «Цуг 94».

## Экономика
Политика низких налогов и упрощённого делопроизводства привлекает в Цуг иностранные компании, что сделало город международным центром торговли и услуг. В 1950—1960-е годы сюда пришли американские компании, вслед за ними в 1970—1980-е годы появились представительства немецких и британских фирм, а в следующем десятилетии стало появляться всё больше компаний из России.
Среди компаний, имеющих офисы в Цуге, можно назвать:
- Отделение алюминиевой компании Русал
- Отделение компании Hugo Boss
- Офис международной интеграции фармацевтической дженериковой компании Actavis
- Штаб-квартира горнодобывающей компании Xstrata plc.
- Штаб-квартира крупнейшего подрядчика оффшорного бурения Transocean Ltd.
- Штаб-квартира Nord Stream AG, управляющей газопроводом Nord Stream (ранее — Северо-Европейский газопровод)
- Штаб-квартира компании New European Pipeline AG, управляющей строительством и, в последующем, эксплуатацией газопровода Nord Stream 2.
- Штаб-квартира Штокман Девелопмент АГ (англ. Shtokman Development AG). Эта компания занимается финансированием, проектированием, строительством и эксплуатацией объектов первой фазы освоения Штокмановского газоконденсатного месторождения.
- Штаб-квартира Штадлер Форм
- East Metals AG — дочерняя компания Evraz Group.
- Штаб-квартира Luxoft.
- Штаб-квартира SPB TV.

Цуг также называют Криптодолиной из-за большого количества в городе компаний, работающих с криптовалютами. Первым название употребил сооснователь Ethereum Михай Ализи.

## Музеи
- Краеведческий музей Зеехоф (Heimatmuseum Seehof)
- Музей производства черепицы (Ziegelei-Museum)
- Музей Африки (Afrikamuseum)
- Музей рыболоводства (Fischerei-Museum)
- Художественная галерея (Kunsthaus)
- Музей истории первобытного общества (Museum für Urgeschichte(n))
- Музей в крепости Цуг (Museum in der Burg)

## Образовательные учреждения
Школа Institut Montana Zugerberg

## Фотографии
- Штаб-квартира правительства кантона и государственного совета
- Ратуша на Колинплатц
- Привокзальная площадь и ж/д вокзал на заднем плане
- Циттурм
- Цугская Ратуша
- Церковь Святого Освальда
- Театр

## Интересные факты
- Имя города носит небезызвестный «Вишнёвый пирог».
- В городе Цуг (среди прочих мест) происходит действие романа «Ночь нежна» американского писателя Фрэнсиса Скотта Фицджеральда.

## Известные уроженцы
- Уго Фиш — врач, известный отохирург.